# Kun Can
Kun Can (chino simplificado: 髡残; chino tradicional: 髡殘; pinyin: kūn cán) a veces escrito Kun Can, K'Ouen-Ts'an o K'un-Ts'an, nacido: Liu Shixi刘石溪 / 劉石谿, liú shíxī, nombres de artista: Shigi, Jieqiu, Baitu, Candaoren, nacido en 1612 en Wuling, provincia de Hunan, murió alrededor de 1671, es un pintor paisajista de tradición china, principalmente activo alrededor de 1657-1671.

## Los Cuatro Grandes Monjes Pintores
Los Cuatro Grandes Monjes Pintores, Hong Ren, Kun Can, Bada Shanren y Shitao vivieron sobre la misma época; todos ellos sfueron testigos de la caída de los Ming. Kuncan, monje bajo los Ming, permaneció profundamente leal a la dinastía caída.
Al margen de la ortodoxia, una corriente individualista se impuso desde el final del período Ming, cuyos representantes más notables fueron, a principios de la dinastía Qing, Bada Shanren (Zhua Da - 1625-1675), Shitao (Daoji Shitao - 1641- después de 1717), y Kun Can. Estos hombres, ante la nueva dinastía extranjera, buscaban huir de la vida y de las responsabilidades cívicas, y a menudo se refugiaban en la soledad monástica, menos por vocación que por conveniencia personal. Kun Can parece ser una excepción, habiendo abrazado la vida religiosa antes de la caída de los Ming.

## Biografía
Kun Can nació en Wuling. Perdió a su madre joven y decidió abrazar la vida religiosa. Vivió y meditó en el espíritu del budismo Chan. Se estableció en Nankin, donde recibió la ordenación monástica —se hizo monje, no para escapar del mundo y de los peligros políticos, sino por vocación— y donde se hizo muy amigo de famosos eruditos aún leales a la dinastía Ming. Solían reunirse en el Monasterio Yougi en la Montaña de la Cabeza de Buey, donde vivía Kun Can. Cuando el ejército manchú marchó hacia el sur, apoyó a los combatientes de la resistencia, pero fueron aplastados rápidamente. Se escondió en las montañas, soportó muchas dificultades, y luego vagó de monasterio en monasterio. Viviendo como un recluso, escribió y pintó cuadros. Fue una de las personalidades más entrañables de estos grupos de individualistas. La influencia de Dong Qichang es notable en su trabajo. La interpretación de la naturaleza siguió siendo su principal preocupación. 
Con una salud frágil, vivió durante meses y años, con una bolsa de agua caliente y una mesa como único mobiliario. De vez en cuando, practicaba la caligrafía o pintaba para relajarse. La reflexión espiritual estaba en el corazón mismo de su existencia solitaria. Su arte es la expresión de una vida interior alimentada por una poderosa personalidad. Estudió a los maestros Yuan, pero buscaba primeramente, en los paisajes que pintaba, la naturaleza de Buda: pretendiendo insuflar el espíritu en el aliento que da vida a las montañas y a las aguas. Sus sujetos son generalmente montañas boscosas, ríos, nubes en los valles, casas en las profundidades, templos y monasterios más o menos encaramados en lo alto.
Monje budista de la corriente Zen, después de unos años de vagabundear, se convirtió en superior del monasterio de Nishou, cerca de Nanking. Recluso y enfemo, veía a poca gente, excepto a Chen Zhengkui (activo en Nanking a mediados del siglo XVII), y como él, estaba alineado con lo que podría llamarse la Escuela de Nanjing. Como paisajista, «Kun Can teníauna poderosa y tumultuosa visión del universo y aunque algunos detalles denotan una influencia Dong Qichang, sus paisajes están basados directamente en la naturaleza: colinas boscosas, ríos, valles neblinosos y templos, son escenarios familiares para él.»

## Pintores de Nanking: Kun Can y Gong Xian
En el siglo XVII, el centro de la actividad artística se trasladó de la costa al oeste. Con Gong Xinan en Anhui, Nanking y Yangzhou en el río Yangtsé también vieron el desarrollo de las escuelas. Estilísticamente, la escuela de Nanking es difícil de definir. Bajo el nombre de Nanking, los pintores que vivieron en la región y se reunieron en torno a un gran pìntor de los letrados: Zhou Lianggong (1612-1672). Los artistas que contribuyeron a los álbumes dedicados a Zhou Lianggong apenas estuveionr relacionados entre sí. Entre ellos hay dos pintores que están estrechamente relacionados a través de la amistad: Chen Zhengkui (activo de 1630 a 1670) y Kun Can.

## Estilo e influencia
Si sus rasgos secos hacen pensar en la escuela de Anhui, estaba alejado de ella por su densidad y riqueza, una especie de densidad pictórica donde lo accidental, incluso lo desordenado, solo pertenece a lo real, no a una forma fantástica o exprexionista, sino a una escala eminentemente lógica. Sin su obra más famosa, el templo Bao'en cerca de Nanking, un pergamino vertical de 1664, revela esta marca extremadamente personal con sus montículos muy reales y sus empinadas pendientes, sus capas de niebla y las últimas ráfagas de luz solar que colorean las alturas distantes, y domina toda la composición. Este estilo es un ejemplo de lo que los críticos chinos llaman exuberante o «densidad».
El gran paisaje de la colección Crawford en Nueva York está muy simplemente construido, sin esfuerzo. En otros paisajes, el pincel parece estar agitado por una tormenta interior. Un estudio cuidadoso de algunas de sus obras ha llevado a los críticos a buscar en él la influencia de la pintura occidental. Los pintores de Nanking, Kun Can y otros notables individualistas (Fan Qi (1616-1695), Yuan Jiang (1690-1724) pintor de la corte, y Fa Ruozhen (1613-1696), podrían haber sido influenciados directa o indirectamente por Occidente.
Kun Can buscaba secretos técnicos. Pintaba con un estilo de dibujo cuidadosamente elaborado pero sin restricciones y utilizaba aguadas claras en tonos marrones-rojos y azules. Su método puede estaba más cerca de las acuarelas occidentales que de las aguadas de tinta china.
Él mismo manifestó la expresión de su arte mediante la escritura: «La cuestión es saber cómo encontrar la paz en un mundo de sufrimiento. Me preguntas cómo llegué aquí; no puedo decirte la razón. Vivo en la copa de un árbol y miro hacia abajo. Aquí puedo descansar, libre de todas las preocupaciones; soy como un pájaro en su nido. La gente dice de mí que soy un hombre peligroso, pero yo les digo: Eres tú quien es como los demonios.»
La pintura que lleva esta inscripción representa a un monje acurrucado en la copa de un árbol donde se sienta a meditar con la barbilla apoyada en las manos. Este comportamiento no debe entenderse como una negación de la responsabilidad humana.
Algún tiempo después de pintar este trabajo, Kun Can asumió el cargo abacial en el Monasterio de La Cabeza de Búfalo. Cuando tenía tiempo, subía a la cima de las montañas para contemplar un bello lugar y pintarlo si la inspiración lo embargaba escribiendo algunos párrafos. Así es como se sintió totalmente humano. Al final de un hermoso pergamino titulado Montañas y Ríos sin fin, escribió: «Se ha dicho que la paz da origen a la acción y que el movimiento encuentra su expresión en el trabajo. Se puede decir con certeza que un hombre tal se encuentra sin deshonra entre el cielo y la tierra.»

## Museos
- Cambridge (Fogg Mus.) :
  - Montañas y pabellones en un bosque de pinos, poema de 1674.
- Colonia (Mus. für Ostasiatische Kunst):
  - Arroyo serpenteando por las montañas, frondosos árboles sobre rocas desnudas, inscripción del pintor fechada en 1667.
- Oxford (Museo de Arte del Lejano Oriente):
  - Paisaje fluvial en montañas densamente arboladas, inscripción del pintor, atribución.
- Pekín (Museo del Palacio):
  - Profundo barranco con torrentes y brumas, inscripción del pintor de 1664.
  - Dos hombres sentados en una terraza observando el arroyo de abajo, altos pinos y niebla en el valle.
- Shangai:
  - Camino que serpentea en la montaña entre las rocas, fechado en 1663, largo colofón del artista.
- Estocolmo (Nat. Mus.):
  - Río de montaña, inscripción de 1661.
  - Río en la montaña con un puente de piedra, inscripción poética del artista, pequeño pergamino a lo largo.
  - Colina que se eleva sobre la llanura, título y poema caligrafiado por el pintor, firmado.